# Göndör Ferenc (artista)
Göndör Ferenc (Budapest, 1889. augusztus 2. – Budapest, 1955. december 13.) artista, cirkuszigazgató.

## Élete
Pályáját 15 éves korában kezdte Edmondo művésznéven, később az általa alapított és betanított The Great Magyar ugródeszka csoporttal nagy sikert aratva bejárta az egész világot. Többször szerződött Amerikába, fellépett a Ringling Brothers és Barnum&Baley cirkusznál is.
Gyermekei (két fiú és négy lány) szintén neves artisták voltak. 
A II. világháborút követően 1945-től 1949-ig, a Fővárosi Nagycirkusz államosításáig Árvay Rezsővel a Fővárosi Nagycirkusz igazgatója volt.

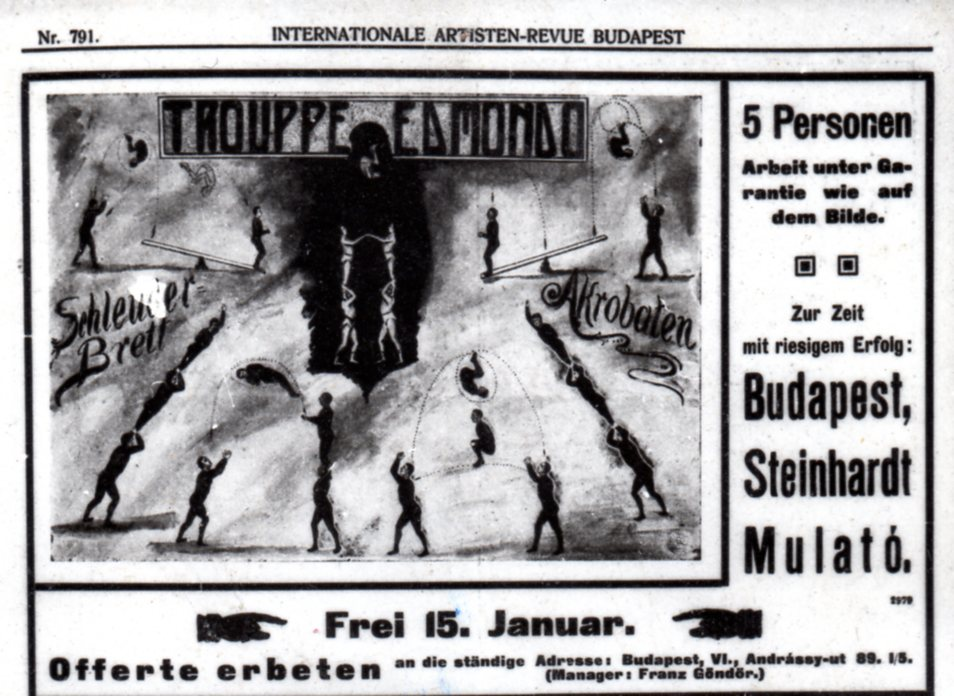
A Göndör Ferenc vezette magyar ugrócsoport 1914-ben

## Érdekesség
1947-ben az Állatkertet egy váratlan ajánlat mentette meg a végső csődtől. Londoni látogatásukról hazatérőben Árvai Rezső és Göndör Ferenc, a Fővárosi Nagycirkusz igazgatói megálltak Prágában, hogy a jövő évadra állatszámokat szerződtessenek. 1948. március 15. és június 30. közötti budapesti vendégszereplésük alatt a kb. 160 állatból álló teljes menazsériát beszállásolták az Állatkertbe, a szállításról,  gondozásukról, élelmezésükről maguk gondoskodtak, cserébe az Állatkert a 3 forintra emelt jegyárbevétel felét köteles volt nekik átadni. Az állatok egész nap megtekinthetők voltak a városligeti intézményben, néhányukat csak arra az időre kellett nélkülözniük a látogatóknak, amíg a cirkuszi fellépésüket letudták. Az Állatkert látogatóinak száma majd négyszeresére emelkedett az előző év adott időszakához képest. A prágai cirkuszosok a siker láttán még ugyanazon év őszén, a korábbiakhoz hasonló feltételek mellett visszatértek a Városligetbe.